# بادية الداهنة (شقراء)
بادية الداهنة، هي قرية من فئة (ب) تقع في محافظة شقراء، والتابعة لمنطقة الرياض في السعودية. وتبعد بادية الداهنة عن محافظة شقراء بمسافة تقارب () كم.